# Heimwehfluhturm
Der Heimwehfluhturm ist ein Aussichtsturm in der Gemeinde Matten bei Interlaken im Kanton Bern.

## Situation
Die Heimwehfluh, die sich auf 660 Meter Höhe über Interlaken erhebt, zählt zu den Hausbergen der Gemeinde und ist ein beliebtes Ausflugsziel. Von der Endstation der Heimwehfluhbahn erreicht man den Aussichtsturm in wenigen Minuten.
Der durch Sturm zerstörte Holzturm aus dem Jahre 1865 wurde 1890 durch einen gemauerten Turm ersetzt. Von der über 39 Treppenstufen erreichbaren Plattform aus bietet sich eine Aussicht vom Thunersee über Interlaken und Brienzersee bis zu den Berner Alpen.

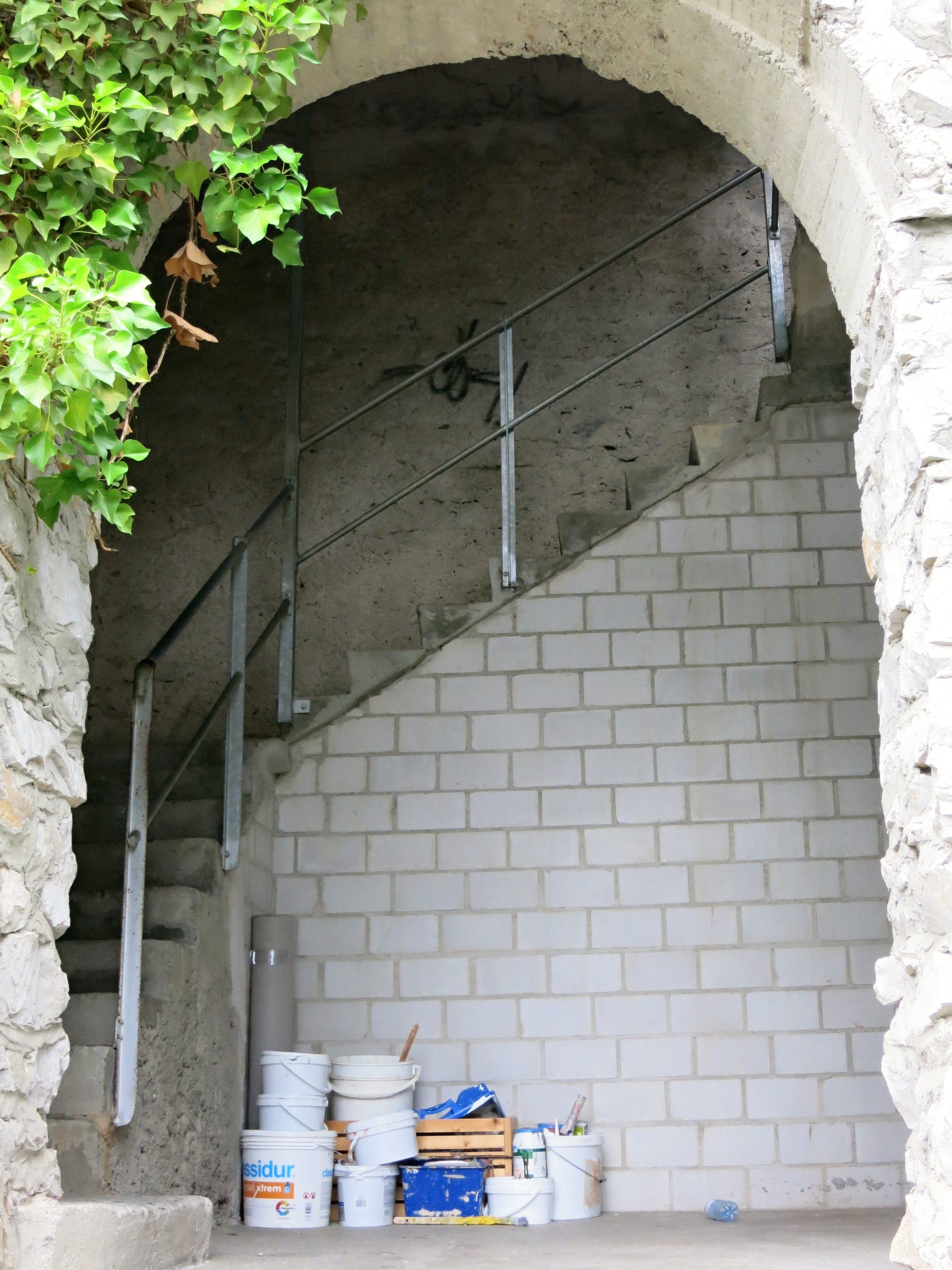
Treppen
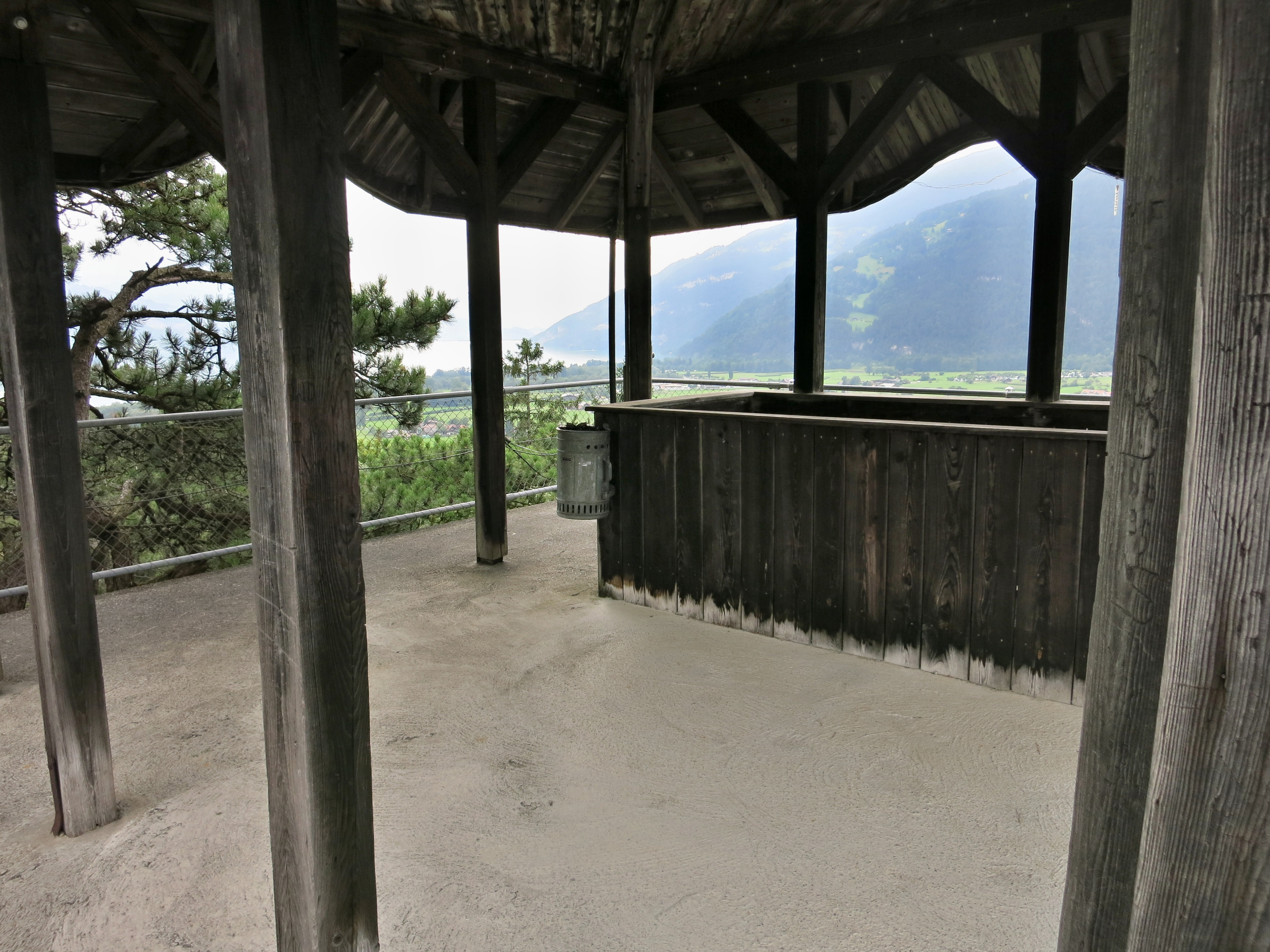
Aussichtsplattform